# Hannah Harper
Hannah Harper (sinh ngày 4 tháng 7 năm 1982, ở Devon, Anh, với tên Samantha Hudson), là một diễn viên, diễn viên phim khiêu dâm, người mẫu, đạo diễn điện ảnh, và nhà sản xuất phim.

## Sự nghiệp
Hannah Harper đã quay những bộ phim khiêu dâm đầu tiên của cô vào năm 2001. Cho đến năm 2008, cô đã đóng trong hơn 160 bộ phim khiêu dâm theo Internet Adult Film Database. Năm 2003, Hannah Harper được đề cử Giải thưởng AVN và Giải thưởng XRCO cho Nữ diễn viên mới xuất sắc nhất. Năm 2004 và 2007, nhận thêm hai đề cử của Giải thưởng AVN. Với tư cách là một đạo diễn, Hannah đã quay tất cả năm phần của loạt phim khiêu dâm Dream Teens từ năm 2004 đến 2006. Từ năm 2007 đến 2009, cô đóng vai chính Ophelia trong phần 1 đến 3 của loạt phim truyền hình khiêu dâm Co-Ed Confingu. Năm 2009, đóng vai chính trong bộ phim hài Busty Cops: Protect and Serve!. Harper xuất hiện trên chương trình Tonight Show với Jay Leno và Playboy's Totally Busty, sau đó tham gia 'Penthouse- Pet của tháng 4' năm 2002. Cô cũng xuất hiện trên trang bìa của nhiều tạp chí khác, như Tạp chí Hustler vào tháng 5 năm 2002.

## Phim (tuyển chọn)
- 2001: Private Performance 171: Hannah Harper
- 2002: Pussyman’s Decadent Divas 17, 19 & 20
- 2002: On the Set With Hannah Harper
- 2002: Hannah Harper aka Filthy Whore
- 2004–2006: Dementia 1, 2 & 4
- 2005: Hottest Bitches in Porn
- 2006: Hannah Goes To Hell
- 2006: Butt Sluts 2
- 2007: Big Wet Tits 4
- 2007: Hannah: Erotique
- 2007: Hannah Harper Anthology
- 2007: Sexual Freak 5: Hannah Harper
- 2008: Jack’s POV 11 tháng 11
- 2009: Busty Cops: Protect and Serve!

## Giải thưởng và Đề cử
- 2002: Penthouse Pet của Tháng 4
- 2002: Giải thưởng NightMoves Award cho Best New Starlet (Người hâm mộ bình chọn)
- 2003: Giải thưởng AVN, được đề cử là Ngôi sao mới xuất sắc nhất
- 2003: Giải thưởng AVN, được đề cử Nữ diễn viên chính xuất sắc nhất trong Role Models 2
- 2003: Giải thưởng XRCO, được đề cử New Starlet
- 2004: Giải thưởng AVN, đề cử cho Best Group Sex Scene – Video
- 2007: Giải thưởng AVN, đề cử cho Contract Star of the Year
- 2007: Giải thưởng AVN, đề cử cho Best Group Sex Scene – Video trong Sodom 2